# Махмуд-ага
Махмуд-ага (азерб. Mahmud ağa; 1826—1896) — меценат.

## Биография
Махмуд-ага Ахмед-ага оглу родился в 1826 году в Шемахе.
Махмуд ага был знаменитым на весь Кавказ музыкальным деятелем, любящим музыку, поэзию, искусство, щедрым, гостеприимным меценатом – покровителем искусства. Он заботился о музыкантах, оказывал им материальную помощь. В тот период все знаменитые ханенде и таристы Кавказа участвовали в собраниях Махмуд-ага. Необходимо отметить исключительные заслуги Махмуд- ага в благоустройстве города Шемахи. В этот период в Шемахе функционировал и литературный меджлис «Бейтус-сафа» под руководством Сеид Азима Ширвани. Махмуд-ага покровительствовал членам этого меджлиса, поддерживал дружеские связи с Сеид Азимом Ширвани. Он сам очень любил поэзию, музыку, прекрасно играл на таре и вполголоса пел мугамы. В своем поместье специально выстроил салон для проведения музыкальных вечеров, конкурсов певцов-ханенде, где победителям вручал ценные подарки и премии.
Слух о музыкальных меджлисах Махмуд-ага распространился не только по всему Кавказу, но и далеко за его пределами. Многие путешественники, приезжавшие в Шемаху во II-ой половине XIX века, останавливались в дом Махмуд-ага. Весьма интересны сведения об этом обстоятельстве французского писателя Александра Дюма, русского художника князя Гагарина и др. На музыкальных меджлисах Махмуд-ага вместе с местными музыкантами выступали музыканты из Тифлиса, Карабаха, Ирана. Такие знаменитые ханенде того времени, как Гаджи Гуси, Мешади Иси, Бюльбюльджан, Эрдабилли Саттар, Садыгджан, Джаббар Карьягдыоглы, были гостями Махмуд ага, участвовали в организованных им музыкальных собраниях. Из исторических документов стало известно, что среди этих искусных мастеров Махмуд ага более всего уважал и часто приглашал в Шемаху ханенде Гаджи Гуси и тариста Садыгджана. Махмуд ага приглашал на свои собрания и молодых музыкантов, обучал их классической восточной музыке.
Его меджлисы были своего рода творческой школой для музыкантов всего Закавказья. Здесь каждый музыкант, обучающийся и любящий игру, получал одобрение и оценку. Выросшие в Шемахе ханенде Мирза Мухаммедгасан, Мехди, Мебуд, Шукур, Давуд Сефияров, таристы Мухаммедкули и Хумайи были воспитанниками и учениками Махмуд ага. В то время слава Шемахинских музыкальных собраний распространилась очень далеко. Со всех концов Азербайджана музыканты – поющие, играющие, танцующие – стремились приехать в Шемаху и продемонстрировать свое искусство перед Махмуд ага. Неслучайно, что имя Махмуд-ага и Шемахинских музыкальных вспоминается и сегодня, и служит примером и образцом.
Гостеприимство шемахинского бека Махмуд-ага описано в середине XIX в. знаменитым французским писателем А. Дюма. Он пишет, что дом Махмуд-ага, куда его пригласили, по своей красоте отличался от тех домов, которые он видел в Дербенте и Тифлисе. Восточный зал этого дома был настолько красив, что он, по его словам, не мог найти слов, чтобы описать его красоту. А.Дюма говорит о том, что гости сидели, прислонившись к золотошвейным мутакам и разноцветным подушкам. Гостей на этом приеме развлекала танцовщица Ниса, а также 5 музыкантов с разными инструментами (нагара, табил, ней, каманча, тар). Потом он подробно останавливается на искусстве Нисы, на ее изящных движениях, мастерстве. Ему особенно понравились блюда из мяса ягненка и местное вино, которое, кстати, многие гости и хозяин дома не пили.